# Nybro (comuna)
Nybro (em sueco: Nybros kommun) é uma comuna da Suécia localizada no condado de Calmar. Sua capital é a cidade de Nybro. Possui 1 172 quilômetros quadrados e segundo censo de 2018, havia 20 350.